# Типологія методів наукового дослідження
Типологія методів наукового дослідження — у сучасному наукознавстві успішно працює багаторівнева методологічна класифікація методів наукового пізнання, згідно з якою за ступенем спільності та сферою дії методи наукового пізнання поділяються на загальні філософські, загальнонаукові, методи окремих наук, дисциплінарні та міждисциплінарні методи дослідження.

## Основні групи методів
- Загальні філософські методи — це найзагальніші методи мислення, що лежать в основі будь-якого наукового пізнання, не прив’язані до конкретної науки. Вони визначають світоглядні та логічні засади дослідження. Наприклад: індукція, дедукція
- Загальнонаукові методи — це система принципів і прийомів, що мають універсальний характер, застосовуються в різних науках, є абстрактними, не формалізовані та не замінюють спеціальних методів окремих наук. Їх можна поділити за рівнями пізнання — емпіричним і теоретичним. Наприклад: моделювання, аналіз і синтез, системний підхід
- Методи окремих наук — це сукупність способів та принципів пізнання, прийомів і процедур дослідження, що застосовуються в тій чи іншій науці. Їх структура залежить від об’єкта дослідження і традицій конкретної галузі. Наприклад: герменевтичний аналіз (у філології, філософії).
- Дисциплінарні методи — це методи, притаманні одній окремій науці, які відображають її специфіку, понятійний апарат і підходи до вивчення об’єкта. Наприклад: лінгвістичний аналіз (у мовознавстві), контент-аналіз (у соціології), радіовуглецеве датування (в археології)
- Міждисциплінарні методи — це методи, що виникають на стику кількох наук і використовуються для дослідження складних об’єктів, які виходять за межі однієї дисципліни. Наприклад, когнітивне моделювання (психологія + нейронауки), біоінформатика (біологія + інформатика), цифрова гуманітаристика (гуманітарні науки + ІТ).

Методи можуть поділятися за рівнем пізнання на емпіричні та теоретичні.

### Теоретичний рівень
Теоретичний рівень дослідження пов'язаний із розглядом реальності в абстрагованій формі. У теоретичному дослідженні його висновки та результати характеризуються значною формалізацією, абстрактністю та узагальненістю. Передбачає формулювання наукових законів. Основні методи:
- Аналітичний метод — розбиття явища на окремі елементи з метою вивчення їх структури, динаміки та взаємозв’язків.
  - Аналогія — метод наукового дослідження; завдяки якому досягається пізнання одних предметів і явищ на основі їхньої подібності з іншими. Одним із різновидів методу аналогій є метод моделювання.
  - Групування — класифікація елементів за спільними ознаками.
  - Дедукція — метод логічного висновку від загального до часткового, тобто спочатку досліджують стан об'єкта в цілому, а потім його складові елементи.
  - Індукція — перехід від часткового до загального.
  - Інтерполяція — формулювання гіпотези про елемент явища на основі вже відомих параметрів.
  - Історичний метод — дослідження явищ у динамічному розвитку, становленні та у зв'язку з конкретними етапами історії суспільства.
  - Конкретизація — вивчення об’єктів у їхній повноті.
  - Порівняння — один із найпоширеніших методів пізнання, який дозволяє встановити подібність та розбіжність предметів та явищ. Недарма говорять, що «все пізнається в порівнянні». У результаті порівняння виявляється те загальне, що притаманне ряду об'єктів. Різновидом порівняння є аналогія.
  - Структуризація — виявлення внутрішніх зв’язків між елементами явища.

- Синтетичний метод — узагальнення знань про окремі елементи явища для формування цілісного уявлення про нього.
  - Узагальнення — визначення спільних рис та закономірностей.
  - Екстраполяція — перенесення властивостей частин явища на ціле або на подібні явища.

- Абстрагування — виокремлення головного й ігнорування другорядного для побудови ідеалізованої моделі досліджуваного об’єкта.
  - Ідеалізація — створення уявних об’єктів для пізнання. Мета ідеалізації — позбавити реальні об'єкти деяких притаманних їм властивостей і наділити (подумки) ці об'єкти певними нереальними й гіпотетичними властивостями.
  - Редукція — спрощення складних процесів через зведення до простіших.
  - Формалізація — метод вивчення різноманітних об'єктів шляхом відображення їхньої структури у знаковій формі за допомогою штучних мов, наприклад, мовою математики.

### Емпіричний рівень
На цьому рівні дослідження ґрунтується на описі та спостереженні й спрямоване на встановлення максимально об'єктивного знання про параметри досліджуваної реальності. Характерні ознаки емпіричного пізнання — збирання фактів, їх первинний опис, узагальнення, систематизація. Основні методи:
- Загальні методи
  - Вивчення документів — аналіз офіційних джерел.
  - Вимірювання — це метод дослідження, за допомогою якого визначається числове значення деякої величини з використанням одиниці вимірювання об'єкта.
  - Порівняння — зіставлення явищ і процесів з метою виявлення спільного та відмінного.
  - Спостереження — суб'єктивне фіксування реальності; включає сприйняття об’єкта дослідником через безпосередню участь або розповіді очевидців. Це цілеспрямоване, систематичне, планомірне, активне вивчення предметів та явищ реальної дійсності, що перебувають у природному стані або в умовах наукового експерименту. Під спостереженням також розуміють апробацію, обґрунтування висунутих гіпотез або проміжних результатів дослідження. Вчений використовує спостереження з метою збору наукових фактів для винайдення способу розв'язання проблеми (висування та доведення гіпотези).

- Експлікативні методи (аналітичні, точні)
  - Івент-аналіз — реєстрація та систематизація публічних подій за схемою «хто — що — кого — коли» для вивчення дій.
  - Когнітивне картування — візуалізація їх у вигляді схем.
  - Контент-аналіз — кількісний і якісний аналіз текстів через виявлення ключових термінів, сюжетів і фраз, що найчастіше повторюються.
  - Метод індикаторів — оцінка поведінки учасників за заздалегідь визначеними параметрами.
  - Статистичний метод — аналіз кількісних параметрів із використанням таблиць, графіків, математичних обчислень (кореляції, варіації, динаміки тощо).

- Конструктивні методи
  - Експеримент — аналітична реконструкція ситуацій із метою перевірки гіпотез; часто базується на історичних аналогіях або моделюванні. Передбачає активне та цілеспрямоване втручання суб'єкта у процес наукового пізнання явищ та предметів реальної дійсності через створення контрольованих та керованих умов, що дозволяють виділяти визначені якості, зв'язки в об'єкті, що досліджується, та багатократно їх відтворювати.
  - Моделювання — створення абстрактних моделей. Ґрунтується на заміні предмета або явища, що досліджуються, на їх аналог — модель, що містить істотні риси оригіналу.
  - Системний метод — аналіз чогось як цілісної системи з рівнями, детермінантами та змінними.

- Прогнозні методи
  - Дельфійський метод — серія опитувань експертів з різних шкіл для виявлення розбіжностей у їхніх оцінках і формування прогнозів.
  - Побудова сценаріїв — створення динамічних моделей можливих сценаріїв розвитку подій із аналізом чинників і розрахунком імовірностей.

## Поділ методів за характером збору даних
За методологічним підходом до збирання, обробки та інтерпретації емпіричних даних виділяють такі групи методів:
- Кількісні[en] — працюють із числовими, вимірюваними даними; використовують статистичний, математичний аналіз.
  - Експеримент (лабораторний / польовий[en] / квазі-)
  - Кореляційний аналіз
  - Лонгітюдне дослідження
  - Опитування, анкетування
  - Поперечне дослідження
  - Регресійний аналіз

- Якісні — працюють з вербальними, візуальними, поведінковими даними; аналізують смисли, контексти, досвід.
  - Герменевтичний аналіз
  - Глибинне інтерв'ю
  - Наративний аналіз[en]
  - Обґрунтована теорія
  - Спостереження
  - Фокус-група

- Змішані — поєднують кількісні та якісні стратегії в одному дослідженні.
  - Кейс-стаді
  - Контент-аналіз
  - Метод тріангуляції